# Les Musicales d'Orient
 (avril 2020).
 (janvier 2021).
Les Musicales d'Orient est un festival de musique français créé en 2009 et qui se passe dans la région de Champagne.
Il se déroule dans différents sites comme la Grange du Moulin de Dosches, la Grange de Lusigny-sur-Barse près de Troyes, le Musée d'art moderne de Troyes.
Le directeur artistique est Valentin Erben, violoncelliste du Quatuor Alban Berg de 1970 à 2008.